# 蒂伦
蒂伦（荷蘭語：Tielen，荷蘭語發音：[ˈtilə(n)]）是比利时弗拉芒大區安特衛普省的一个村庄。蒂伦原为一独立市镇，1977年，蒂伦并入市镇卡斯特莱。